# Ana Carolina Amarillo
Ana Carolina Amarillo es bióloga, especialista en Ingeniería ambiental y Doctora en Ciencias Biológicas de Argentina. Es profesora en Ciencias Biológicas de la Universidad Nacional de Córdoba y trabaja como investigadora asistente del CONICET Córdoba. Su trabajo fue premiado por el Panel Intergubernamental de Cambio Climático en 2019 siendo este el primer reconocimiento del IPCC para la Argentina y el tercero en toda Latinoamérica.

## Trayectoria profesional
Amarillo estudió Ciencias Biólogicas obteniendo el título de Bióloga en 2010 en la Facultad de Ciencias Exactas Físicas y Naturales de la UNC, donde luego se doctoró en Ciencias Biólogicas en el 2016. También se especializó en Ingeniería ambiental en la Facultad Regional Córdoba de la UTN. Es profesora asistente en la cátedra de Química General de la FCEFyN. Trabaja principalmente en proyectos sobre contaminación de la atmósfera y sanidad ambiental. En 2019 obtuvo una beca del IPCC para el proyecto de investigación "Modelado de contaminantes atmosféricos asociados al cambio climático y medidas de mitigación".

## Publicaciones
- The effect of airborne particles and weather conditions on pediatric respiratory infections in Cordoba, Argentine  Environmental Pollution  nov. de 2012.[5]
- Amarillo, A.C; Tavera Busso, I. & Carreras, H. 2014. Exposure to polycyclic aromatic hydrocarbons in urban environments: Health risk assessment by age groups. Environmental pollution.[6]
- Amarillo, A. C. & H. Carreras. 2016. Quantifying the influence of meteorological variables on particle-bound PAHs in urban environments. Atmospheric Pollution Research.[7]

## Premios y reconocimientos
- Beca del IPCC (Panel Intergubernamental de Cambio Climático), financiada por la Fundación Cuomo (Mónaco). Quinta ronda del programa de becas. Convocatoria 2019.[cita requerida]